# Onomastus indra
Onomastus indra är en spindelart som beskrevs av Benjamin 20. Onomastus indra ingår i släktet Onomastus och familjen hoppspindlar. Inga underarter finns listade i Catalogue of Life.